# Litlesotra
Litlesotra ist eine Insel in der norwegischen Gemeinde Øygarden in der Provinz Vestland.

## Geografie
Die Insel liegt an der Einmündung des Byfjords in den Hjeltefjord, etwa acht Kilometer westlich von Bergen.

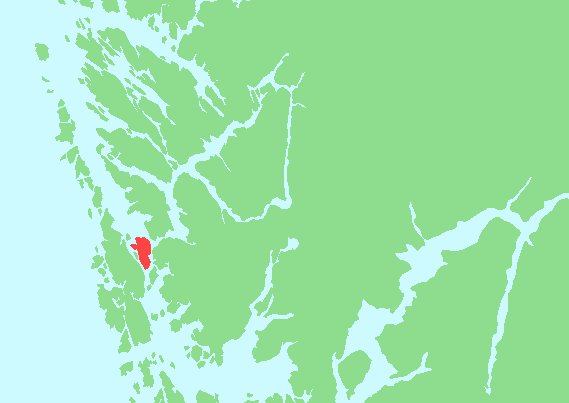
Lage von Litlesotra

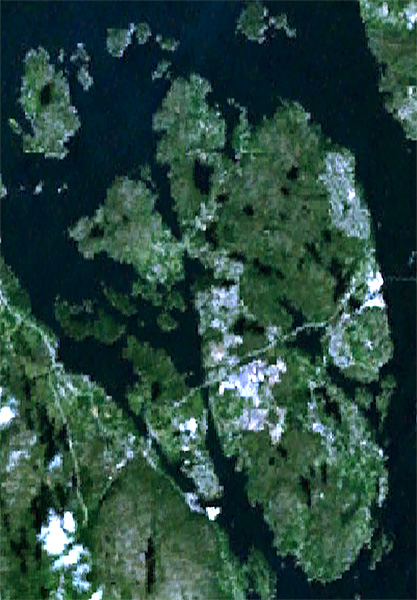
Satellitenaufnahme von Litlesotra, 2008

Litlesotra umfasst eine Fläche von 16,7 km² und erstreckt sich in Nord-Süd-Richtung über etwa 7,6 Kilometer bei einer Breite von bis zu 4,3 Kilometern. Die höchste Erhebung sind mit 125 Metern die Botlanipene. Größter Ort ist der im Westteil der Insel gelegene Ort Straume, der zugleich auch Verwaltungssitz der Gemeinde Øygarden ist. Weitere Siedlungen sind Brattholmen, Knarrevik, Foldnes und Knappen. Insgesamt leben 10068 Einwohner auf Litlesotra, mehr als ein Viertel der Einwohner der Gemeinde.
Westlich erstreckt sich die deutlich größere Insel Sotra. Zwischen Sotra und Litlesotra befinden sich diverse kleinere Inseln, darunter Geitanger, Råna und Bildøyna. Es sind diverse kleinere Inseln wie Storasundsholmen, Hjeltholmen und Lauvholmen und Schären wie Småholmane vorgelagert. Nördlich befindet sich Askøy, südlich liegt Bjorøyna, östlich das Festland. Zum Festland führt die Sotra-Brücke, über die der Riksvei 555 nach Bergen geführt wird. Über Brücken besteht auch eine Verbindung nach Westen über Bildøyna zur Insel Sotra.

## Geschichte
In Knarrevik bestehen Reste militärischer Anlagen aus der Zeit des Zweiten Weltkriegs. Mit der Fertigstellung der Sotra-Brücke im Jahr 1971, die die Fähre Brattholmen–Alvøen ersetzte, wurde die aufgrund der verkehrsungünstigen Lage der Insel bestehende negative Bevölkerungsentwicklung gestoppt. Seitdem ist Litlesotra in kurzer Zeit von Bergen aus zu erreichen. Neben Wohngebieten entstanden auch größere Gewerbeansiedlungen. Litlesotra gehörte zur Gemeinde Fjell, bis es im Zuge einer Gemeindefusion am 1. Januar 2020 zur heutigen Gemeinde Øygarden kam.

## Wirtschaft
Wichtigster Arbeitgeber ist neben der Kommunalverwaltung das Einkaufszentrum Sartor Storsenter, das mit ca. 170 Läden zu den größten Norwegens zählt.